# バンダ語
バンダ語は、中部アフリカに居住するバンダ族によって話されている言語のグループである。

## 分類
Olson (1996) classfies the Banda family as follows (Ethnologue 16 employs this classification): 
- 中央諸語
  - 中央バンダ諸語（英語版） (a dialect cluster, incl. モノ語（英語版）)
  - バンダ＝ヤンゲレ語（英語版）
- 中南部バンダ諸語（英語版） (SC)
- ンバンジャ語（英語版） (S)
- ングブンドゥ語（英語版） (SW)
- 中西部バンダ語（英語版） (WC)